# Krtinska

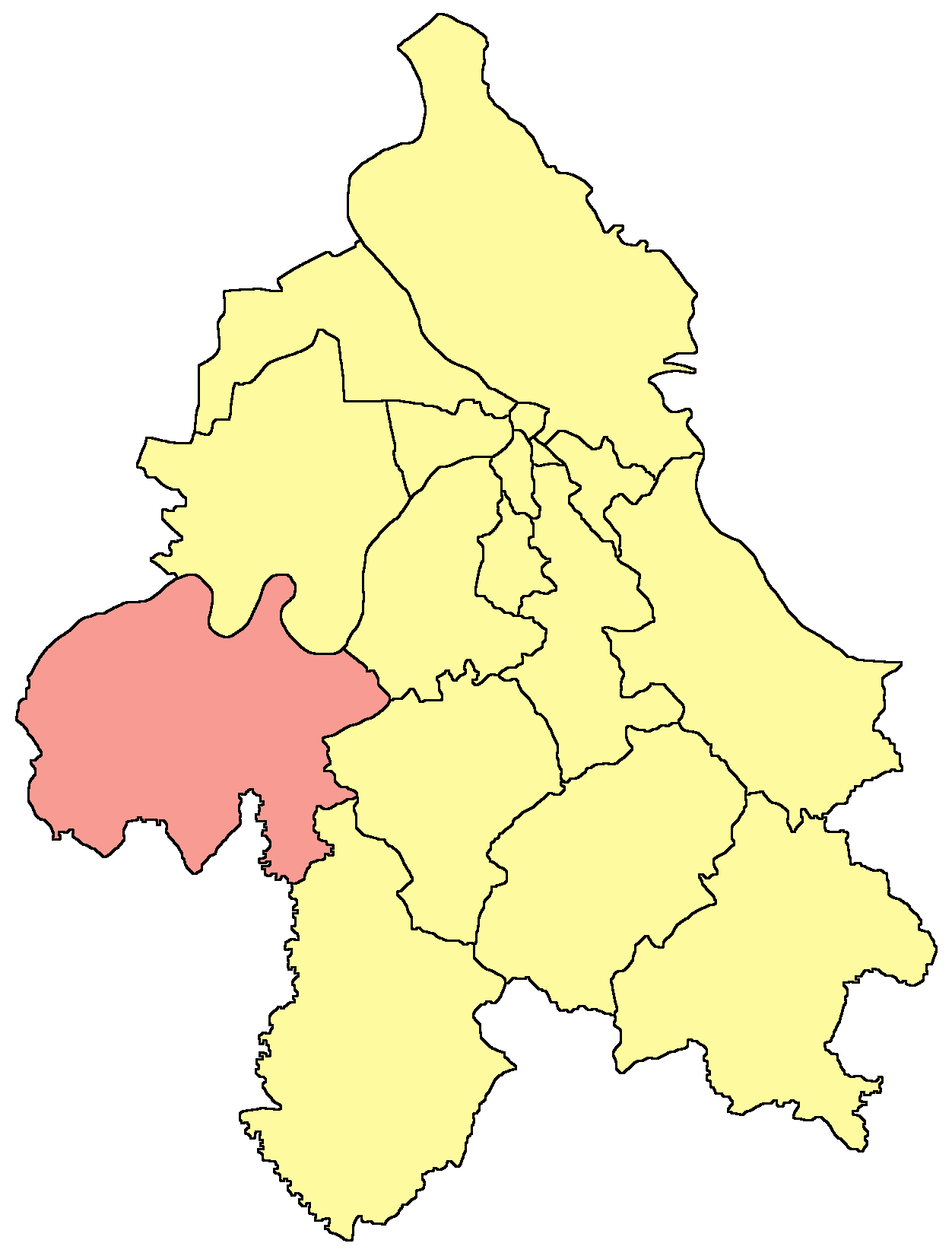
Localisation de la municipalité d'Obrenovac dans la Ville de Belgrade

Krtinska (en serbe cyrillique : Кртинска) est une localité de Serbie située dans la municipalité d’Obrenovac et sur le territoire de la Ville de Belgrade. Au recensement de 2011, elle comptait 1 069 habitants.
Krtinska est officiellement classée parmi les villages de Serbie.

## Démographie

### Évolution historique de la population
| 1948 | 1953  | 1961  | 1971  | 1981  | 1991  | 2002  | 2011  |
| ---- | ----- | ----- | ----- | ----- | ----- | ----- | ----- |
| 925  | 1 408 | 1 299 | 1 286 | 1 254 | 1 289 | 1 177 | 1 069 |

|  |